# Tadeusz Jagmin
Tadeusz Jagmin herbu Pelikan (zm. 18 grudnia 1791 w Szawlach) – administrator ekonomii szawelskiej, ciwun twerski w latach 1788–1791, ciwun szawdowski w latach 1787–1788, ciwun tendziagolski w latach 1775–1787, ciwun birżyniański w latach 1773–1775, stolnik żmudzki w 1773 roku.
Był posłem na sejm 1780 roku z Księstwa Żmudzkiego, sędzia sejmowy.